# Станы (Могилёвская область)
Ста́ны (бел. Станы) — деревня в составе Горбацевичского сельсовета Бобруйского района Могилёвской области Республики Беларусь.

## Население
- 1999 год — 107 человек
- 2010 год — 88 человек